# 梅日察

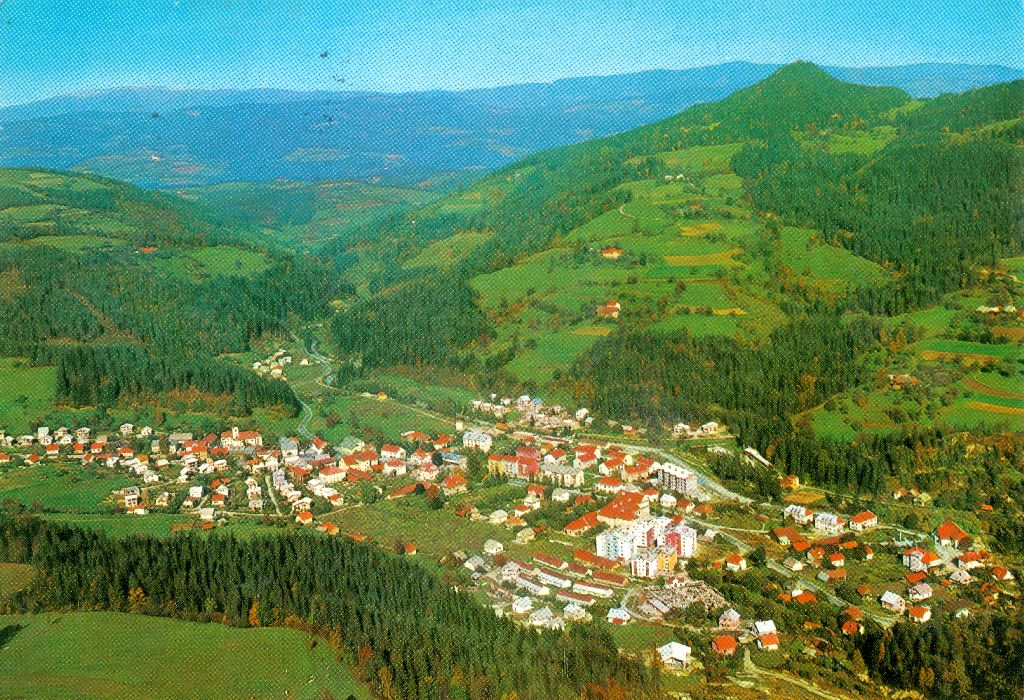
全景图

梅日察是斯洛文尼亞北部梅日察市鎮的城鎮及行政中心，毗鄰與奧地利接壤的邊境，城镇面積1.75平方公里，2002年人口3,158。該鎮出產鉛和鋅礦場在1994年關閉後成為博物館，

## 外部連結
- Mežica on Geopedia （页面存档备份，存于）
- Mežica （页面存档备份，存于）, official page of municipality (in Slovene)
- Peca Underground （页面存档备份，存于）, tourist mine and museum (in Slovene, English and German)
- Mežica na spletu （页面存档备份，存于） Local information portal